# 제 강공
제 강공(齊康公, ? ~ 기원전 379년, 재위: 기원전 404년 ~ 기원전 379년)은 제나라의 제32대 후작이다. 이름은 대(貸)다.

## 사적
제 선공 51년(기원전 405년), 아버지가 죽어 즉위했고, 같은 해에 전회가 늠구에서 반역했다.
강공은 술과 여자에 푹 빠졌고, 정치를 돌보지 않았다. 한편 진나라에서는 이미 한 · 위 · 조 삼가가 진나라를 셋으로 갈라먹고 제후가 되어 주나라에서 정식으로 승인받기까지 했다. 이에 재상 전화는 강공을 해상으로 쫓아내 식읍으로 한 성만 줘 선조의 제사를 지내게 했고, 강공 19년(기원전 386년)에는 전화가 아예 위 문후의 도움을 받아 주 천자에게 정식으로 승인받은 제후가 되었다.
강공은 제후에서 쫓겨난 후에도 7년을 더 살다가 강공 26년(기원전 379년)에 죽었다. 이로써 여씨의 제사가 끊겼다.